# Elleschara rylandi
Elleschara rylandi is een mosdiertjessoort uit de familie van de Romancheinidae. De wetenschappelijke naam van de soort is voor het eerst geldig gepubliceerd in 1995 door Soule, Soule & Chaney.